# Janczewski
Janczewski – polski herb szlachecki z nobilitacji.

## Opis herbu
Na tarczy dzielonej w słup w polu prawym, czerwonym, nałęczka srebrna; w polu lewym, czerwonym gozdawa srebrna między dwiema różami srebrnymi w pas.
Herb posiada dwa hełmy w koronach. Klejnot na prawym - ogon pawi przebity strzałą srebrną, między dwoma takimiż rogami jelenimi. Klejnot na lewym - ogon pawi.
Labry - na hełmie prawym czerwone, podbite srebrem. Na hełmie lewym czerwone, z prawej podbite srebrem, z lewej złotem.

## Najwcześniejsze wzmianki
Nadany 12 lutego 1556 Jakubowi, Błażejowi i Maciejowi Janczewskim. Herb powstał przez adopcję do Nałęcza i Poroni. Anna Wajs pisze o adopcji do Nałęcza i Gozdawy, nie Poroni. Nałęcza mieli udzielić bracia z Czarnkowa, zaś Gozdawy Barbara, żona Sędziwoja z Czarnkowa. Herb jest niemal identyczny z nadanym 4 lata wcześniej herbem Graff.

## Herbowni
Janczewski.